# جورج إي. برايس
جورج إي. برايس (بالإنجليزية: George E. Price) هو سياسي أمريكي، ولد في 9 نوفمبر 1848، وتوفي في 6 فبراير 1938 بتشارلستون في الولايات المتحدة. حزبياً، نشط في الحزب الديمقراطي. وقد انتخب عضو مجلس ولاية فيرجينيا الغربية.